# Wej-fang
Wej-fang (čínsky pchin-jinem Wéifāng, znaky 潍坊) je městská prefektura v Čínské lidové republice. Je součástí provincie Šan-tung, má rozlohu celkem 15 956 čtverečních kilometrů a roku 2020 v ní žilo téměř 9,4 milionů obyvatel.

## Poloha
Wej-fang hraničí na severozápadě s Tung-jingem, na západě s prefekturou C’-po, na jihozápadě s prefekturou Lin-i, na jihu s prefekturou Ž’-čao a na východě se subprovinčním městem Čching-tao. Severní hranice je tvořena břehem zátoky Laj-čou.

## Administrativní členění
Městská prefektura Wej-fang se člení na dvanáct celků okresní úrovně, a sice čtyři městské obvody, šest městských okresů a dva okresy.
| Wej-čcheng Chan-tching Fang-c’ Kchuej-wen městský okres · Čching-čou městský okres · Ču-čcheng městský okres · Šou-kuang městský okres · An-čchiou městský okres · Kao-mi městský okres · Čchang-i okres · Lin-čchü okres · Čchang-le |        |                       |                    |                                  |
| Název | Název  | Počet obyvatel (2020) | Rozloha km² (2020) | Hustota zalidnění (obyv. na km²) |
| český přepis | znaky  | Počet obyvatel (2020) | Rozloha km² (2020) | Hustota zalidnění (obyv. na km²) |
| Městské obvody |        |                       |                    |                                  |
| Wej-čcheng | 潍城区 | 521 368               | 268                | 1 945                            |
| Chan-tching | 寒亭区 | 492 862               | 1 204              | 409                              |
| Fang-c’ | 坊子区 | 521 025               | 896                | 581                              |
| Kchuej-wen | 奎文区 | 976 466               | 239                | 4 082                            |
| Městské okresy |        |                       |                    |                                  |
| Čching-čou | 青州市 | 960 882               | 1 560              | 616                              |
| Ču-čcheng | 诸城市 | 1 078 178             | 2 154              | 501                              |
| Šou-kuang | 寿光市 | 1 163 364             | 1 964              | 592                              |
| An-čchiou | 安丘市 | 840 553               | 1 710              | 492                              |
| Kao-mi | 高密市 | 877 393               | 1 519              | 578                              |
| Čchang-i | 昌邑市 | 564 501               | 1 512              | 373                              |
| Okresy |        |                       |                    |                                  |
| Lin-čchü | 临朐县 | 806 314               | 1 834              | 440                              |
| Čchang-le | 昌乐县 | 583 799               | 1 097              | 532                              |
| |        |                       |                    |                                  |
| Celkem | Celkem | 9 386 705             | 15 956             | 588                              |